# De pårørende - i skyggen
De pårørende - i skyggen er en dansk dokumentarfilm fra 2011 instrueret af Jens Arentzen.

## Handling
Historien om at være pårørende og ikke mindst barn til en indsat i et dansk fængsel. Hvordan det påvirker alle i en familie og sætter dem i et ubevidst destruktivt alarmberedskab. Det er også historien om, hvordan hårdt lærte erfaringer kan anvendes positivt, når en familie, der har gennemlevet mange år med fængselslivet helt tæt på, hjælper en anden familie, hvor følgerne af en far i fængsel kun lige er begyndt at skinne igennem.